# Pappa Pellerins dotter
Pappa Pellerins dotter är en barnbok från 1963 av den svenska författaren Maria Gripe med illustrationer av Harald Gripe. 
Enligt förlaget riktar den sig till flickor och pojkar från elva år. Den har översatts till danska, engelska (Storbritannien och USA), franska, japanska, norska, serbokroatiska och tyska.
Bokens huvudperson Loella – som kallas Lopp-Loella av en fientlig omgivning – var från början en ganska osympatisk och skrämmande bifigur i den mindre kända boken De små röda från 1960, men fick här alltså sin egen berättelse.